# Partido Democrático Kurdo de Irán
El Partido Democrático Kurdo de Irán (PDKI; en kurdo: پارتی دیموکراتی کوردستانی ئێران, romanizado: Hîzbî Dêmukratî Kurdistanî Êran, HDKA; en persa: حزب دموکرات کردستان ایران, romanizado: Ḥezb-e Demokrāt-e Kordestān-e Īrān),  también conocido como Partido Democrático Kurdo Iraní, es un partido étnico izquierdista armado de los kurdos en Irán, exiliados en el norte de Irak. Está prohibido en Irán y por lo tanto no puede operar abiertamente.
El grupo pide la autodeterminación del pueblo kurdo y se ha dicho que busca el separatismo  o la autonomía dentro de un sistema federal.
Desde 1979, el PKDI ha librado una persistente guerra de guerrillas contra el Gobierno de la República Islámica de Irán. Esto incluyó la insurgencia kurda de 1979-1983, su insurgencia de 1989-1996 y los enfrentamientos recientes en 2016.
Funcionarios de los Cuerpos de la Guardia Revolucionaria Islámica han calificado al partido de organización terrorista. Hyeran Jo, de la Universidad de Texas A&M, clasifica al KDPI como "rebeldes obedientes", es decir, rebeldes que matan a menos de 100 personas y se abstienen de matar durante más de la mitad de sus años de actividad. Según Jo, para ganar legitimidad nacional e internacional, el KDPI denuncia la violencia contra los civiles, afirma su compromiso con la Declaración Universal de Derechos Humanos y el artículo 3 de la Convención de Ginebra, y desde 2007 es uno de los signatarios de la prohibición de las minas antipersonales del Llamamiento de Ginebra.

## Historia

### Primeros años

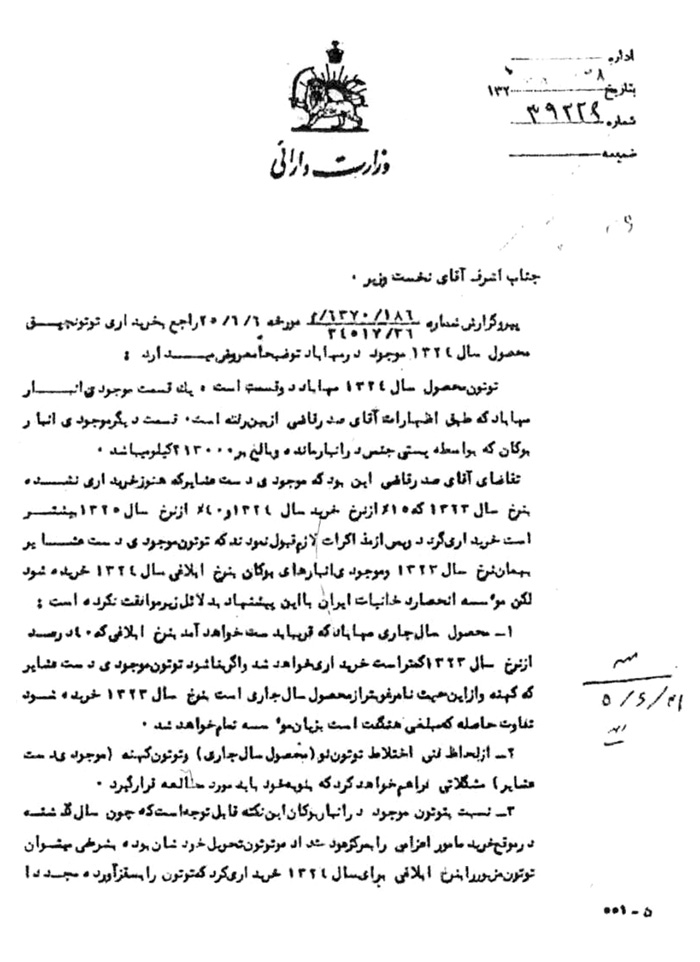
Documento del gobierno iraní sobre la rebelión de Qazi Mohammad.

Qazi Muhammad fundó el PDKI en Mahabad, Irán, el 16 de agosto de 1945. El 22 de enero de 1946, Qazi Muhammad declaró una República kurda de Kurdistán, de la que se convirtió formalmente en presidente. La República duró menos de un año: después de que la URSS se retirara del área, el ejército imperial iraní primero recuperó el Azerbaiyán iraní, seguido de Mahabad el 15 de diciembre de 1946. Después de la caída de la República, muchos de los líderes del PDKI fueron arrestados y ejecutados, lo que puso fin al partido.

### Contra el Shah
El PDKI cooperó con el partido Tudeh y vio un breve resurgimiento bajo la administración anti-Shah de Mohammad Mosaddegh (1951-1953), pero esto terminó después de que Shah Mohammad Reza Pahlavi tomó el control total nuevamente en el golpe de Estado iraní de 1953. En 1958, el PDKI estuvo a punto de unificarse con el Partido Democrático del Kurdistán Iraquí (PDK), pero luego fue desmantelado por la policía secreta SAVAK. Los restos del PDKI continuaron apoyando al PDK, pero esto cambió cuando el Shah comenzó a ayudar al PDK, que luchó contra el régimen iraquí que había derrocado a la dinastía real Hachemita. A cambio de la ayuda del Shah, el PDK redujo su apoyo al PDKI.
El PDKI se reorganizó, marginando a su líder pro-PDK Abd-Allah Ishaqi (también conocido como Ahmad Tawfiq), agregando nuevos miembros comunistas y nacionalistas y formando el Comité Revolucionario para continuar la lucha contra el régimen iraní. El Comité inició una revolución fallida en marzo de 1967, que finalizó después de 18 meses.
Después de las reformas de un nuevo líder, Abdul Rahman Ghassemlou, el PDKI luchó junto a los movimientos islámicos y marxistas contra el Sha, lo que culminó en la revolución iraní de 1979. La nueva República Islámica de Khomeini, sin embargo, rechazó las demandas kurdas y reprimió al PDKI y otros partidos kurdos. El PDKI continuó sus actividades en el exilio, con la esperanza de lograr "los derechos nacionales kurdos dentro de una república federal democrática de Irán".

### Contra la República Islámica de Irán
En enero de 1981, Irak apoyó al partido en las ciudades iraníes de Nowdesheh y Qasr-e Shirin y suministró armas al PKDI. Este movimiento se hizo porque el partido impide que Teherán use la carretera Teherán-Bagdad. El PKDI también esperaba establecer un nivel de autonomía en el área. Sin embargo, las fuerzas iraníes llevaron a cabo una serie de ataques debilitantes contra el KDPI, dejándolos como un "factor militar marginal durante gran parte de la guerra Irán-Irak".
En 1997, los ciudadanos kurdos de Irán ignoraron en gran medida el llamado del partido a abstenerse en las elecciones presidenciales y, en medio de una alta participación en la provincia de Kurdistán, un gran número votó por Mohammad Khatami.
En 2016, la organización anunció que estaba reviviendo su lucha armada tras la muerte de Farinaz Khosravani y los posteriores disturbios de Mahabad.

## Asesinatos en el restaurante Mykonos
El asesinato de Sadeq Sharafkandi se convirtió en un incidente internacional entre Alemania e Irán. El 17 de septiembre de 1992, los líderes del PDKI Sadegh Sharafkandi, Fattah Abdoli, Homayoun Ardalan y su traductor Nouri Dehkordi fueron asesinados en el restaurante griego Mykonos en Berlín, Alemania. En el juicio de Mykonos, los tribunales encontraron a Kazem Darabi, un ciudadano iraní que trabajaba como tendero en Berlín, y al libanés Abbas Rhayel, culpables de asesinato y los condenaron a cadena perpetua. Otros dos libaneses, Youssef Amin y Mohamed Atris, fueron condenados por complicidad en el asesinato. En su fallo del 10 de abril de 1997, el tribunal emitió una orden de arresto internacional contra el ministro de inteligencia iraní, Hojjat al-Islam Ali Fallahian, después de declarar que el asesinato había sido ordenado por él con conocimiento del ayatolá Alí Jamenei y del presidente ayatolá Akbar Hashemi Rafsanjani.